# Taer Al-Ali
Taer Al-Ali es un deportista iraquí que compitió en levantamiento de potencia adaptado. Ganó una medalla de bronce en los Juegos Paralímpicos de Pekín 2008 en la categoría de –82,5 kg.

## Palmarés internacional
| Juegos Paralímpicos | Juegos Paralímpicos | Juegos Paralímpicos | Juegos Paralímpicos |
| Año                 | Lugar               | Medalla             | Categoría           |
| ------------------- | ------------------- | ------------------- | ------------------- |
| 2008                | Pekín (China)       | Medalla de bronce   | –82,5 kg            |